# Division I (Schach) 1985/86
Die Saison 1985/86 war die 17. Spielzeit der Allsvenskan im Schach.

## Division I Norra
In der Nord-Staffel gewann der amtierende Meister SK Rockaden Stockholm alle Wettkämpfe und wurde damit überlegen Staffelsieger. Den zweiten Platz für das Finalturnier sicherte sich der Wasa SK dank der besseren Brettpunktausbeute vor Upsala ASS. Aus der Division II waren Uppsala Akademiska und Schack 08 aufgestiegen. Während Schack 08 knapp den Klassenerhalt erreichte, musste Uppsala Akademiska zusammen mit der Solna Schacksällskap direkt wieder absteigen.

### Abschlusstabelle
| Pl. | Verein                    | Sp | G | U | V | MP   | Brett-P.  |
| --- | ------------------------- | -- | - | - | - | ---- | --------- |
| 01. | SK Rockaden Stockholm (M) | 7  | 7 | 0 | 0 | 14:0 | 38,5:17,5 |
| 02. | Wasa SK (V)               | 7  | 5 | 0 | 2 | 10:4 | 35,0:21,0 |
| 03. | Upsala ASS                | 7  | 5 | 0 | 2 | 10:4 | 29,0:27,0 |
| 04. | SK SASS                   | 7  | 4 | 0 | 3 | 8:6  | 29,5:26,5 |
| 05. | Vällingby Schacksällskap  | 7  | 3 | 0 | 4 | 6:8  | 22,5:33,5 |
| 06. | Schack 08 (N)             | 7  | 1 | 1 | 5 | 3:11 | 25,5:30,5 |
| 07. | Uppsala Akademiska (N)    | 7  | 1 | 1 | 5 | 3:11 | 23,5:32,5 |
| 08. | Solna Schacksällskap      | 7  | 0 | 2 | 5 | 2:12 | 20,5:35,5 |

### Entscheidungen
|     | Teilnehmer am Finalturnier: SK Rockaden Stockholm, Wasa SK             |
|     | Absteiger in die Division II: Uppsala Akademiska, Solna Schacksällskap |
| (M) | Meister der letzten Saison                                             |
| (V) | Staffelsieger der letzten Saison                                       |
| (N) | Aufsteiger der letzten Saison                                          |

## Division I Södra
In der Süd-Staffel konnten sich die Schacksällskapet Manhem und der Aufsteiger Malmö Schacksällskap die beiden Finalplätze sichern, während die beiden Teilnehmer des vorjährigen Finalturniers SK Kamraterna und Åstorps Schacksällskap nichts mit dem Spitzenkampf zu tun hatten. Neben Malmö war aus der Division II die Lundby Schacksällskap aufgestiegen, die zusammen mit Schacksällskap Allians Skänninge direkt wieder abstieg.

### Abschlusstabelle
| Pl. | Verein                             | Sp | G | U | V | MP   | Brett-P.  |
| --- | ---------------------------------- | -- | - | - | - | ---- | --------- |
| 01. | Schacksällskapet Manhem            | 7  | 5 | 1 | 1 | 11:3 | 35,0:21,0 |
| 02. | Malmö Schacksällskap (N)           | 7  | 5 | 1 | 1 | 11:3 | 30,0:26,0 |
| 03. | Lunds ASK                          | 7  | 4 | 2 | 1 | 10:4 | 32,0:24,0 |
| 04. | Limhamns SK                        | 7  | 3 | 3 | 1 | 9:5  | 30,0:26,0 |
| 05. | Åstorps Schacksällskap             | 7  | 3 | 2 | 2 | 8:6  | 31,0:25,0 |
| 06. | SK Kamraterna (V)                  | 7  | 2 | 0 | 5 | 4:10 | 23,0:33,0 |
| 07. | Schacksällskapet Allians Skänninge | 7  | 0 | 2 | 5 | 2:12 | 22,0:34,0 |
| 08. | Lundby Schacksällskap (N)          | 7  | 0 | 1 | 6 | 1:13 | 21,0:35,0 |

### Entscheidungen
|     | Teilnehmer am Finalturnier: Schacksällskapet Manhem, Malmö Schacksällskap               |
|     | Absteiger in die Division II: Schacksällskapet Allians Skänninge, Lundby Schacksällskap |
| (V) | Staffelsieger der letzten Saison                                                        |
| (N) | Aufsteiger der letzten Saison                                                           |

## Finalturnier
Das Finalturnier fand in Eksjö statt. Der SK Rockaden Stockholm gewann alle Wettkämpfe und konnte somit seinen Titel verteidigen.

### Abschlusstabelle
| Pl. | Verein                    | Sp | G | U | V | MP  | Brett-P.  |
| --- | ------------------------- | -- | - | - | - | --- | --------- |
| 01. | SK Rockaden Stockholm (M) | 3  | 3 | 0 | 0 | 6:0 | 17,0:7,0  |
| 02. | Wasa SK                   | 3  | 2 | 0 | 1 | 4:2 | 13,5:10,5 |
| 03. | Schacksällskapet Manhem   | 3  | 1 | 0 | 2 | 2:4 | 9,5:14,5  |
| 04. | Malmö Schacksällskap      | 3  | 0 | 0 | 3 | 0:6 | 8,0:16,0  |

### Entscheidungen
|     | Schwedischer Mannschaftsmeister: SK Rockaden Stockholm |
| (M) | Meister der letzten Saison                             |

### Kreuztabelle
| Ergebnisse | Ergebnisse              | 01. | 02. | 03. | 04. |
| ---------- | ----------------------- | --- | --- | --- | --- |
| 01.        | SK Rockaden Stockholm   |     | 4½  | 7   | 5½  |
| 02.        | Wasa SK                 | 3½  |     | 4½  | 5½  |
| 03.        | Schacksällskapet Manhem | 1   | 3½  |     | 5   |
| 04.        | Malmö Schacksällskap    | 2½  | 2½  | 3   |     |

## Die Meistermannschaft
| 1.            | SK Rockaden Stockholm |
| Schachfiguren | Michael Wiedenkeller, Christer Hartman, Mats Sjöberg, Carl-Magnus Björk, Robert Bator, Bo Kyhle, Victor Vilchez, Rolf Adeborg, Thore Ångqvist. |